# Castello Utveggio
Il castello Utveggio è un imponente palazzo in stile neogotico simile ad un castello dal caratteristico colore rosa pallido, posto sul promontorio del monte Pellegrino (parte integrante e caratterizzante del "più bel promontorio del mondo", come Goethe definì monte Pellegrino nel suo celebre Viaggio in Italia) a 346 m sul livello del mare, con vista sulla città di Palermo.

## Storia
Il palazzo non ebbe mai una funzione militare, infatti la costruzione dell'edificio iniziò nel 1928, venne ultimato nel 1933 ed inaugurato l'anno successivo. Il progetto era dell'architetto Giovan Battista Santangelo, professore della Facoltà di Ingegneria dell'Università di Palermo, che lo eseguì per volere del cavaliere Michele Utveggio, nativo di Calatafimi. Il cavaliere, che aveva acquistato nel 1927 i terreni dal comune di Palermo, finanziò l'intera opera, compresa la strada di collegamento e il sistema di approvvigionamento idrico.
L'edificio venne quindi adibito ad albergo di lusso, al quale venne dato il nome di Grand Hotel Utveggio. La posizione fu scelta per sfruttare l'invidiabile vista sul golfo di Palermo e sull'intera città e, allo stesso tempo, emulare l'hotel Villa Igiea costruito nelle vicinanze.
L'impresa costruttrice, di proprietà dello stesso cavaliere Utveggio, all'epoca era una delle più moderne ed attrezzate della regione tanto che riuscì nella difficile opera in soli 5 anni.
Purtroppo l'idea imprenditoriale non ebbe fortuna nonostante l'offerta per l'epoca fosse estremamente competitiva. Dopo poche stagioni in affari, già all'inizio della seconda guerra mondiale l'attività era in forte declino; in questo periodo si tentò di aprirvi un casinò ma senza successo. La guerra e l'utilizzo della zona da parte delle truppe Italiane inizialmente, e di quelle alleate in un secondo tempo, decretarono la chiusura definitiva dell'impianto che restò per molti anni abbandonato e vandalizzato.

### Il Cerisdi
Nel 1984 venne acquisito e restaurato dalla Regione Siciliana ed affidato nel 1988 ad un ente con personalità giuridica per la realizzazione di una scuola manageriale, il Cerisdi, centro ricerche e studi direzionali, centro di alta formazione non più operante. In questa occasione vennero aggiornati gli interni originali e furono adeguati gli impianti idraulici, elettrici ed informatici per rendere la struttura moderna.
Dopo ventisei anni di attività – fu diretto, fra gli altri, da padre Ennio Pintacuda, Calogero Mannino e Adelfio Elio Cardinale (quest'ultimo in carica dal 2009 e al 2013) –, il centro controllato dall'Assessorato alle Attività Produttive, fu chiuso definitivamente dall'IRCA il 23 marzo 2016. Nel 2019 Striscia la notizia annunciò in un servizio l'imminente recupero della struttura a nuovo centro di formazione per la pubblica amministrazione regionale e per le autonomie locali.

## Eccidio di Paolo Borsellino
Secondo una testimonianza resa al processo Borsellino quater da un brigadiere addetto al distaccamento della Forestale di Palermo-Falde "abbiamo sentito via radio che il torrettista della postazione monte Pellegrino ci ha comunicato che vedeva del fumo provenire dalla zona di via D'Amelio. La torretta è sotto il Cerisdi"; le testimonianze nel medesimo processo hanno comunque escluso che l'edificio fosse in uso ai servizi segreti, come pure era stato adombrato. La recente operazione (2020) della DIA, denominata "White Shark", pone nuovi dubbi investigativi sulle indagini aperte.